# Johann Franz Xaver Anton von Khevenhüller-Metsch
Johann Franz Xaver Anton von Khevenhüller-Metsch (* 3. Juli 1737; † 23. Dezember 1797 in Wien) war Obersthofmarschall und niederösterreichischer Landmarschall. Er wohnte auf Schloss Thannhausen und kaufte 1761 auch die Ruine Waxenegg.

## Herkunft
Sein Vater war der erste Fürst Johann Joseph von Khevenhüller (1706–1776) und dessen Ehefrau Karolina Maria Augustina, geborene Gräfin von Metsch, Erbtochter des Johann Adolf von Metsch.

## Leben
Khevenhüller-Metsch wurde 1757 Kämmerer, 1760 kaiserlicher Reichshofrat und 1764 Hofkammerrat. Im Jahr 1769 wurde er dann Landeshauptmann von Kärnten sowie wirklicher Geheimer Rat, 1770 kärntnerischer Oberbergmeister. 1774 kam er dann als Präsident in die Hofrechnungskammer.
Im Jahr 1782 wurde er mit dem Orden vom Goldenen Vließ (Nr. 809) ausgezeichnet und zum Gouverneur der innerösterreichischen Lande in Graz ernannt. Am 12. Februar 1791 wurde er zum niederösterreichischen Landmarschall ernannt und zum Präses der Hofkommission in Erbsteuersachen. Wenige Monate vor seinem Tod erhielt er die Ernennung zum Obersthofmarschall unter Belassung seines Amts als Landmarschall.
Er starb am 23. Dezember 1797.

## Familie
Khevenhüller heiratete am 9. Juni 1763 die Gräfin Maria Theresia von Rottal (1742–1777), eine Tochter des Grafen Joachim Adam von Rottal. Das Paar hatte mehrere Kinder:
- Johann Joseph Franz (1765–1806) ⚭ 1792 Gräfin Maria Josepha von Saurau (1772–1831), Tochter des Grafen Raimund von Saurau
- Karoline (1767–1811) ⚭ 1786 Fürst Franz Seraph von Orsini-Rosenberg (1761–1832), General
- Anna (1770–1849) ⚭ 1789 Prinz Karl von und zu Liechtenstein (1765–1795), Eltern von Karl Franz Rudolph von Liechtenstein
- Franziska (1772–1833)
- Elisabeth Josephine (1776–1803) ⚭ Graf Josef Johann von Nimptsch, Freiherr von Fürst und Oelse (* 1754)